# Winter (canção de U2)
"Winter" é uma canção da banda de rock irlandesa U2. A canção foi originalmente planejado para ser incluída no  álbum de 2009 da banda, No Line on the Horizon, mas ela foi cortada no final das sessões de gravação, uma vez que não se encaixava ao tema do álbum. A canção aparece no filme Linear (2009). "Winter" foi escrita para o filme de guerra, Brothers (2009), a pedido do diretor Jim Sheridan, sendo tocado durante os créditos finais. Várias versões da canção foram gravados, incluindo um arranjo de rock em Linear e uma versão mais lenta, um acústico em Brothers. Em 17 de janeiro de 2010, a canção foi indicada no Prémio Globo de Ouro de 2009 para "Melhor Canção Original".

## Escrita e gravação
"Winter" foi escrita para o filme de guerra em 2009, Brothers, dirigido por Jim Sheridan. Depois de dizer à banda sobre o roteiro do filme, Sheridan perguntou-lhes se estes queriam escrever a canção para o filme. O guitarrista The Edge começou a compor uma peça ao piano e, com base na ideia que a banda achava para enquadrar-se ao filme. Como a gravação progrediu, tornou-se um "convencional, arranjo simples", que The Edge descreveu como "muito próximo ao som e forma do U2". A faixa não começou a ser feita até que a banda visse um corte brusco do filme. The Edge afirmou: "Era aquele momento realmente que realmente inspirou-se, e a música começou a se formar muito rapidamente".
Com a ajuda do produtor Brian Eno, a banda começou a trabalhar na canção de um ângulo diferente, com o resultado sendo uma versão mais simplificada em que ressoava a composição original de The Edge no piano. The Edge afirmou que o piano "parecia ser a chave para a obra da canção... quando voltamos a este instrumento, parecia travar e começar a fazer sentido". O arranjo original do rock é realizada no filme Linear, enquanto que a versão acústica é o que aparece no filme Brothers. Além disso, uma versão eletrônica também foi desenvolvida.
O vocalista Bono escreveu a letra em uma noite e eles revisados uma vez depois disso. O personagem de Tobey Maguire, como o Capitão Sam Cahill, foi inspirado para a letra, com a observação da banda no foco em uma "intensa emoção escondida" e os segredos que ele realizou dentro "era um ponto de partida, tematicamente". Bono notou que Sheridan queria uma "canção complexa para um personagem complexo", e assim, a banda escreveu duas canções: "Winter" e "White as Snow". Enquanto "White as Snow" se concentra mais sobre a relação entre os irmãos Cahill, "Winter" é uma "canção mais universal em relação a experiência das forças armadas do Afeganistão".
A banda queria incluir "Winter" no álbum No Line on the Horizon, assim como em Brothers, mas isso não aconteceu, em última análise; The Edge disse que "apesar de ser uma melodia linda, não se encaixa no nosso temática do disco". A canção foi cortada nos últimos dias de gravação. Brothers foi planejado para ser lançado antes de No Line on the Horizon, mas o tempo tornou-se difícil para completar a canção no tempo, e ao invés, a banda ofereceu a Sheridan o uso de "White as Snow". O atraso eventual na versão de Brothers deu à banda o tempo suficiente para completar "Winter" e foi usada nos créditos de encerramento do filme. A banda mais tarde observou que era uma seleção melhor para o filme do que "White as Snow".

## Recepção
A revista Q descreveu a versão rock de Linear como sendo "rodeado por uma canção enganosamente simples e uma sugestiva série de arranjos cedidas por Eno".

## Aparições em outras mídias
"Winter" aparece como terceira faixa no filme Linear de Anton Corbijn, baseado em uma história por Corbijn e Bono, onde o guarda de trânsito parisiense atravessa a França e o Mar Mediterrâneo para visitar sua namorada em Tripoli. Durante a sequência, o policial, interpretado por Saïd Taghmaoui, deixa Paris e começa e começa sua jornada através do campo francês e espanhol. Termina com ele saindo para fora da estrada para descançar, onde a faixa seguinte, "White as Snow", se inicia.

## Recepção
"Winter" foi indicado para "Melhor Canção Original" no 67º Golden Globen Awards por seu papel em Brothers. Em uma prévia de No Line on the Horizon, a revista Q chamou a versão de Linear uma das "faixas instantaneamente impressionante", enquanto descrevia que Bono é um "soldado lírico em uma zona de guerra não especificada" de "tão bom".  O crítico Brian Hiatt, da Rolling Stone, chamou-a de uma "linda balada descartada". O Los Angeles Times tinha uma impressão negativa de Brothers, rotulando-o "um número de ritmo sombrio com alguns 'óh, tão sério', 'olhe para mim flashes de ritmos", enquanto notava que ela "poderia ter usado algumas das atmosferas gospel do esforço do ato de 2009 de No Line on the Horizon".